# Església de la Intercessió del riu Nerl
L' Església de la Intercessió de la Santíssima Verge en el riu Nerl  (en rus, Церковь Покрова на Нерли,  Tserkov Pokrov na Nerlí ) és una Església Ortodoxa, símbol de la Rússia Medieval. Forma part del lloc Patrimoni de la Humanitat de la UNESCO denominat Monuments Blancs de Vladímir i Súzdal, amb el codi d'identificació 633-004. Es troba en el lloc on el riu Nerl aflueix al Kliazma a Bogoliúbovo, 13 quilòmetres al nord-est de Vladímir, antiga capital.
Encarregada per Andrei Bogoliubski el 1165 per commemorar el seu fill assassinat, l'església solia estar connectada amb el castell de pedra d'Andrei per una galeria. El monument està construït en pedra blanca, té una cúpula i quatre columnes a l'interior. Les seves proporcions estan allargades amb el propòsit que el seu perfil sigui més esvelt, encara que aquesta solució arquitectònica fa que el seu interior sigui massa fosc per celebrar misses.
Durant segles, aquesta església commemorativa va acollir a tots els que s'acostaven al palau de Bogoliubovo. A la primavera, la zona estaria inundada, i l'església semblaria surar sobre l'aigua. L'església en si no ha estat tocada per generacions posteriors, encara que les galeries es van demolir i la forma de la cúpula es va alterar lleugerament. Les parets encara estan cobertes amb talles del segle xii.

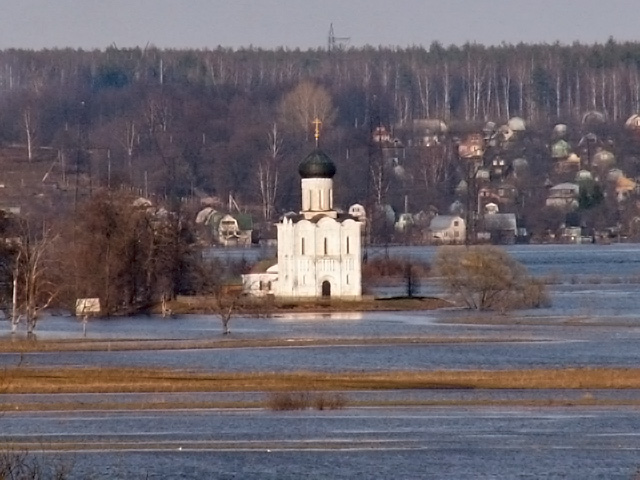
Vista de l'església que mostra la seva ubicació al costat del riu.